# Нерубайське
Неруба́йське — село в Україні, адміністративний центр Нерубайської сільської громади Одеського району Одеської області. Населення становить приблизно 8558 осіб. Герб села є промовистим.

## Історія
Слов'янська назва села має прозору форму Нерубайське й походить від не рубати. Відомо, що в давнину на території села, як і взагалі на берегах Хаджибейського лиману, мешкали українські козаки. За легендою, між козаками й турками, які також населяли цей край (звідси й тюркомовні топоніми Одеської області, зокрема турецькою за походженням є назва Хаджибей), нерідко відбувалися сутички. Одного разу обидві сторони вирішили примиритися і з цією метою уклали договір не рубатися. Про присутність у минулому козаків свідчать залишки старовинних козацьких некрополів. На місцевих кладовищах (у Нерубайському їх офіційно два) подекуди можна знайти козацькі могили. Написи на хрестах виконані старою кирилицею. Саме село засновано у 1795 році. На його території збереглися споруди ще зі старих часів: Вознесенська церква з триярусною дзвіницею (у стилі класицизму) тощо.

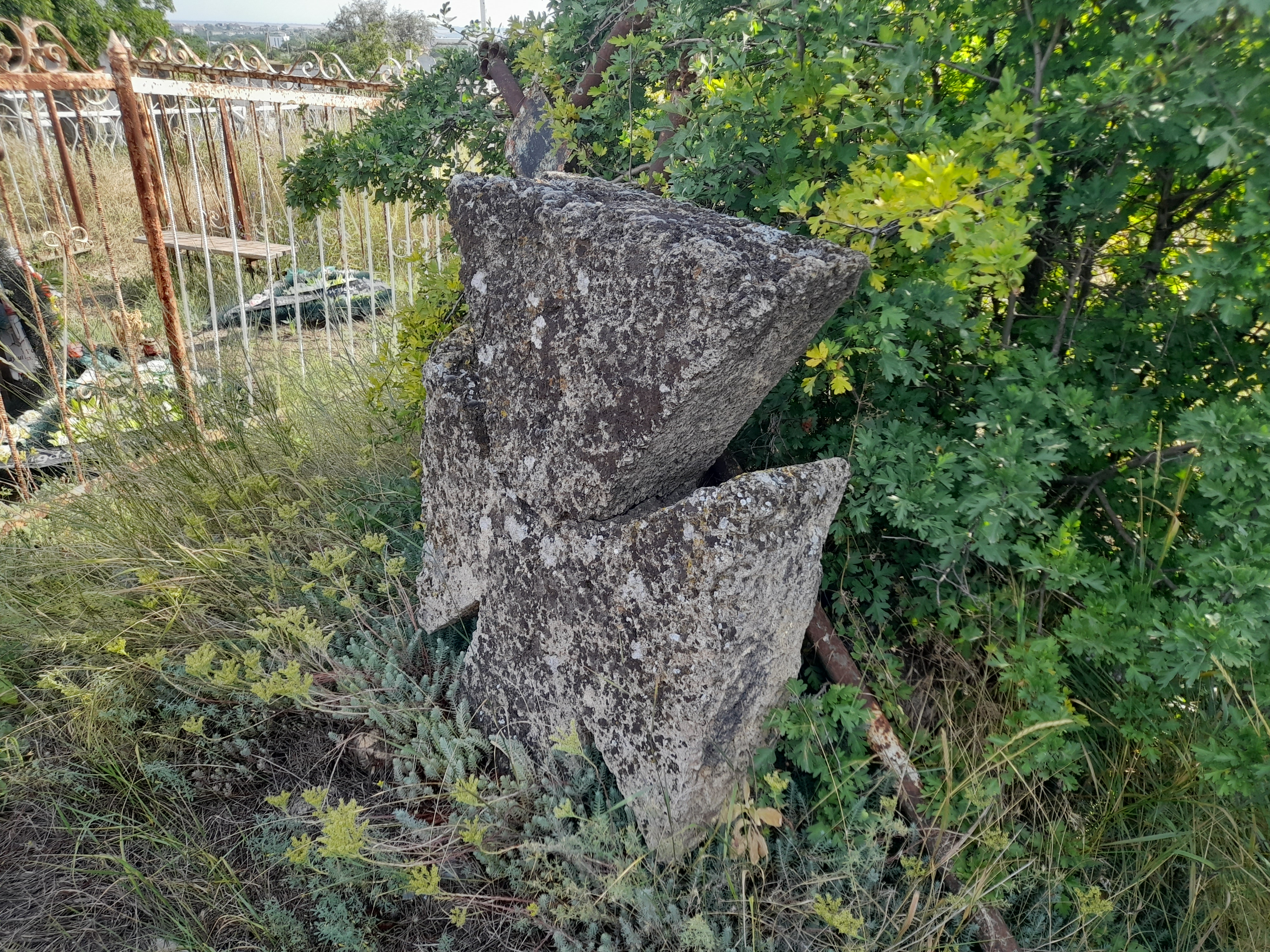
Занедбані козацькі могили на місцевому цвинтарі

До 1917 року село входить до складу Одеського градоначальства.
Під час організованого радянською владою Голодомору 1932—1933 років померло щонайменше 36 жителів села.
В історичному плані село відоме передусім завдяки радянському партизанському руху. У 1941—1942 роках на території села базувався радянський партизанський загін під командуванням Героя Радянського Союзу Молодцова-Бадаєва В.

## Політика

### Парламентські вибори, 2019
На позачергових парламентських виборах 2019 року у селі функціонували 4 окремі виборчі дільниці № 510258–510261.
Результати
- зареєстровано 8222 виборці, явка 43,46%, найбільше голосів віддано за «Слугу народу» — 56,35%, за «Опозиційну платформу — За життя» — 17,68%, за Партію Шарія — 5,69%.[4] В одномандатному окрузі найбільше голосів отримав Сергій Колебошин (Слуга народу) — 46,48%, за Романа Зелінського (самовисування) — 22,86%, за Сергія Боба (Опозиційна платформа — За життя) — 10,68%[5].

## Музей партизанської слави (катакомби)

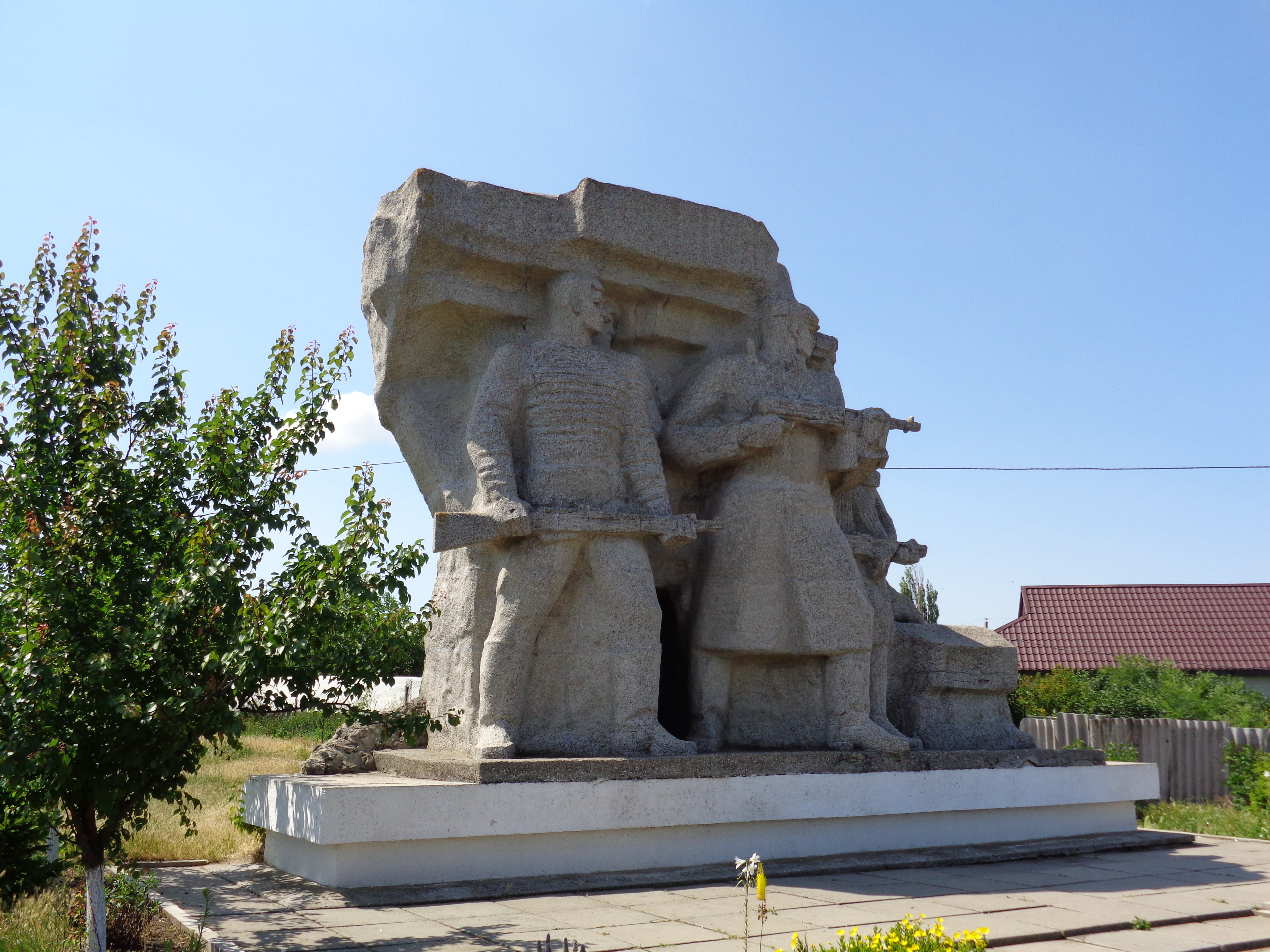
Військовий меморіал в центрі села

Нерубайське відоме передусім завдяки Музею партизанської слави (меморіальний комплекс) і катакомбам, які простягаються під значною частиною населеного пункту і далі на інші райони. Під час німецько-радянської війни в катакомбах переховувалися одеські партизани. Нерубайські катакомби, як і решта одеських катакомб, утворилися внаслідок добування будівельного каменя — черепашнику, з якого у селі споруджено багато будинків. У підземеллях меморіального комплексу представлені предмети партизанського побуту й зразки зброї, на стінах наявні написи тих часів. Музей партизанської слави — єдиний офіційний вхід до просторих і багатокілометрових катакомб. У селі є інші входи до катакомб, але через те, що були часті випадки зникнення в катакомбах людей, ці входи засипали.

## Населення
Нерубайське належить до найбільших сіл Одеського району та Одеської області. Його населення становить приблизно 8558 осіб. У селі живуть українці, росіяни, роми, вірмени, корейці тощо. Оскільки село розташоване неподалік від Одеси, яка характеризується відносною економічною стабільністю, населення постійно зростає завдяки приїжджим, зокрема з інших країн. Переважна більшість населення користується російською мовою. Багато корінних мешканців говорить українською мовою, нерідко суржикізованою. Етнічні групи, що компактно проживають у селі (скажімо, роми), часто спілкуються своєю мовою.
Згідно з переписом 1989 року населення села становило 7107 осіб, з яких 3317 чоловіків та 3790 жінок.
За переписом населення 2001 року в селі мешкало 8516 осіб.

### Мова
Розподіл населення за рідною мовою за даними перепису 2001 року:
| Мова       | Відсоток |
| ---------- | -------- |
| українська | 76,29 %  |
| російська  | 18,86 %  |
| циганська  | 3,27 %   |
| румунська  | 0,79 %   |
| болгарська | 0,23 %   |
| вірменська | 0,23 %   |
| білоруська | 0,05 %   |
| гагаузька  | 0,01 %   |

## Освіта й охорона здоров'я
У Нерубайському діють два загальноосвітні навчальні заклади, а саме: Нерубайський академічний ліцей № 1, Нерубайська загальноосвітня школа № 2 І-ІІІ ступенів. У селі працює будинок культури, у якому функціонує школа мистецтв. Медичне обслуговування населення здійснює Нерубайська амбулаторія.

## Транспорт
Через Нерубайське проходять дороги районного значення, які виходять на об'їзну дорогу та київську трасу (автошлях М05E95 (Київ — Одеса). За радянських часів між Нерубайським і Одесою було регулярне автобусне сполучення. Сьогодні сполучення здійснюють маршрутні таксі № 84 (кінцева зупинка селище НАТІ, яке підпорядковане Нерубайській сільській громаді), № 87 (так само) і № 87Н (кінцева зупинка «Дачний масив Орлівка»).

## Відомі особи
- Слабченко Михайло Єлисейович (1882—1952) — український історик і правник, академік.
- Петрик Анастасія Ігорівна (нар. 2002) — українська співачка, переможниця міжнародного пісенного конкурсу «Дитяче Евробачення 2012».
- Петрик Вікторія Ігорівна (нар. 1997) — українська співачка, переможниця дитячої «Нової хвилі-2010»[10].